# Charles de Lorraine (1592-1631)
Pour les articles homonymes, voir Charles de Lorraine.
Charles de Lorraine né le 18 juillet 1592 à Kœur (Meuse) et mort le 28 avril 1631 à Toulouse est un prélat français.
Il fut évêque de Verdun de 1611 à 1623, et jésuite de 1622 à sa mort.

## Biographie

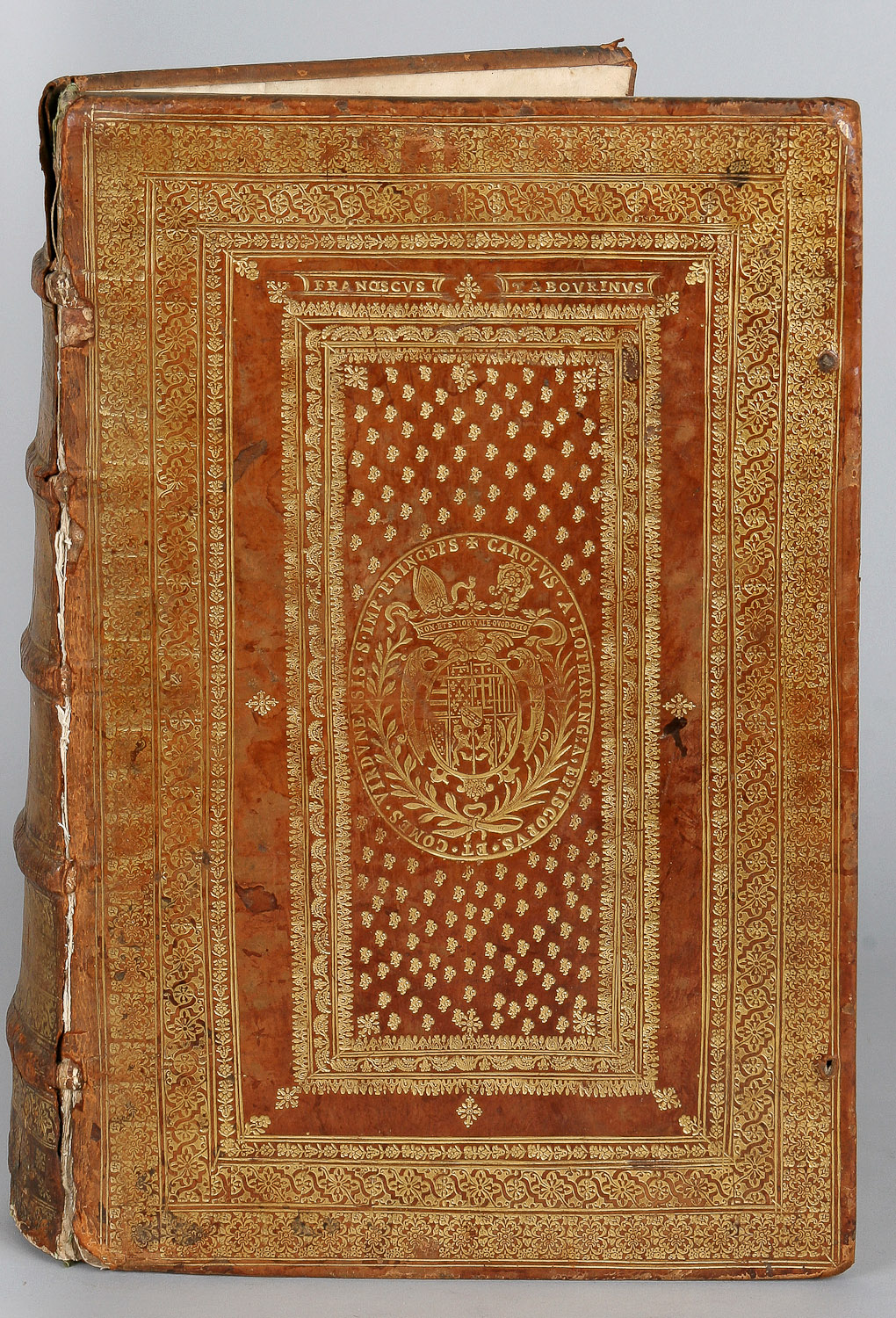
Reliure aux armes de Charles de Lorraine (1612).

Fils d'Henri de Lorraine, comte de Chaligny, et de Claude, marquise de Moy, Charles de Lorraine est élève des collèges jésuites de Verdun et Pont-à-Mousson. Homme du monde, il songe à épouser sa cousine Françoise de Lorraine, mais son oncle Éric de Lorraine, évêque de Verdun le convainc d'entrer dans la carrière ecclésiastique pour garder l'important évêché dans la famille. Il renonce aux fiançailles et devient clerc.
En 1611, son oncle renonce à ses bénéfices en sa faveur et Charles de Lorraine devient évêque de Verdun. Il est consacré évêque en 1617. Homme sincère, il conforme sa vie à son nouvel état ecclésiastique et introduit des réformes dans son diocèse où l'influence de courants luthérien et calviniste est grande. Il visite systématiquement chaque paroisse et y envoie des jésuites pour y prêcher des « missions ».
Cependant il doit lutter contre l'administration française qui cherche à abolir les privilèges, franchises et souveraineté des Trois-Évêchés, mais il est contraint d'accepter la disparition de ces avantages.
De plus en plus attiré par la vie religieuse, il demande et obtient du pape Grégoire XV la permission de renoncer à son diocèse pour se faire jésuite. Cela lui est accordé. Il laisse le diocèse de Verdun à son frère François et entre dans la Compagnie de Jésus. Le 11 juin 1622 il commence son noviciat à Rome. Ensuite il poursuit quelques études au Collège romain. En 1625, Mutio Vitelleschi l'envoie à Bordeaux comme supérieur de la communauté. Il s'y dévoue au soin des malades durant l'épidémie de peste qui ravage la ville.
En 1631, Charles de Lorraine est transféré à la maison professe de Toulouse, où il meurt le 22 avril 1631.